# George Ritchey
George Willis Ritchey (født 31. december 1864 i Tuppers Plains, Ohio, død 4. november 1945) var en amerikansk optiker, teleskopbygger og astronom.
Ritchey blev uddannet som møbelsnedker. Han udviklede Ritchey-Chrétien-teleskopet sammen med Henri Chrétien. 
Han spillede en stor rolle i og fremstillingen og udformningen af ophængningen af spejlene til 60-tommer og 100-tommer-teleskoperne på Mount Wilson-Observatoriet. Han arbejdede tæt sammen med George Ellery Hale. 
Krateret Ritchey på Månen er opkaldt efter ham, og også på Mars er et krater opkaldt efter.